# Burmesische Badmintonmeisterschaft 1954
Die Burmesische Badmintonmeisterschaft 1954 fand in Rangun statt. Es war die sechste Auflage der nationalen Titelkämpfe von Myanmar (Burma) im Badminton.

## Titelträger
| Disziplin    | Sieger                  |
| ------------ | ----------------------- |
| Herreneinzel | Khin Maung Aye          |
| Dameneinzel  | M. Raymond              |
| Herrendoppel | Aung Myint Myint Htoon  |
| Damendoppel  | Tan Sek Kong M. Raymond |
| Mixed        | Aung Myint Khin Su Win  |